# 腺脉毛蕨
腺脉毛蕨（学名：Cyclosorus opulentus）为金星蕨科毛蕨属下的一个种。